# موراي كونتز
موراي كونتز هو لاعب هوكي الجليد كندي، ولد في 19 ديسمبر 1945 في أوتاوا في كندا.

## وصلات خارجية
- موراي كونتز على موقع دوري الهوكي الوطني (الإنجليزية)
- موراي كونتز على موقع قاعة مشاهير الهوكي (لاعب أن.إتش.أل) (الإنجليزية)
- موراي كونتز على موقع EliteProspects.com (الإنجليزية)
- موراي كونتز على موقع HockeyDB.com (الإنجليزية)
- موراي كونتز على موقع Hockey-Reference.com (الإنجليزية)